# Amphianthus margaritaceus
Amphianthus margaritaceus är en havsanemonart som först beskrevs av Daniel Cornelius Danielssen 1890.  Amphianthus margaritaceus ingår i släktet Amphianthus och familjen Hormathiidae. Inga underarter finns listade i Catalogue of Life.